# Asota henschkei
Asota henschkei là một loài bướm đêm trong họ Erebidae.